# ميخائيل ماير (لاعب كرة طائرة)
ميخائيل ماير (بالألمانية: Michael Mayer)‏ (14 فبراير 1980 في ألمانيا - ) هو لاعب كرة طائرة ألمانيا.